# NGC 6677
NGC 6677 este o galaxie situată în constelația Dragonul. A fost descoperită în 8 iunie 1885 de către Lewis A. Swift. Se află la o distanță de 97,14 de megaparseci de Pământ.